# S.P.A.G.
Automobiles S.P.A.G. war ein französischer Hersteller von Automobilen.

## Unternehmensgeschichte
Das Unternehmen aus Asnières-sur-Seine begann 1927 mit der Produktion von Automobilen. Der Markenname lautete SPAG. Die Konstrukteure waren A. Simille und G. Péquinot. Die Anfangsbuchstaben ihrer Namen ergab den Firmennamen. 1928 endete die Produktion. Insgesamt entstanden 26 oder 27 Fahrzeuge.

## Fahrzeuge
Hergestellt wurden kleine Sportwagen. Fahrgestell, Motor, Kühler, Bremsen und Karosserie wurden nicht selber hergestellt, sondern von Herstellern von Autoteilen aus dem Großraum Paris gekauft. Unter anderem waren Vierzylindermotoren von Chapuis-Dornier, CIME, Ruby und S.C.A.P. verfügbar. Angeboten wurden Tourenwagen mit 1100 cm³ Hubraum und Sportwagen mit 1500 cm³ Hubraum, die es sowohl mit offenen als auch mit geschlossenen Karosserien gab. D'Osnibichine nahm 1927 mit einem Sportwagen am Rennen Bol d’Or teil.
Zwei Fahrzeuge existieren heute noch, eines davon in Händen der Ecurie Anges Bleus.